# Ixtlahuaca Barrio
Ixtlahuaca Barrio är en ort i Mexiko.   Den ligger i kommunen Chignahuapan och delstaten Puebla, i den sydöstra delen av landet, 120 km öster om huvudstaden Mexico City. Ixtlahuaca Barrio ligger 2 272 meter över havet och antalet invånare är 2 835.
Terrängen runt Ixtlahuaca Barrio är kuperad åt nordost, men åt sydväst är den platt. Runt Ixtlahuaca Barrio är det ganska tätbefolkat, med 54 invånare per kvadratkilometer. Närmaste större samhälle är Chignahuapan, 1,8 km väster om Ixtlahuaca Barrio. I omgivningarna runt Ixtlahuaca Barrio växer i huvudsak blandskog.